# Drosophila neomorpha
Drosophila neomorpha este o specie de muște din genul Drosophila, familia Drosophilidae, descrisă de Heed și Wheelr în anul 1957. Conform Catalogue of Life specia Drosophila neomorpha nu are subspecii cunoscute.